# ロデオの恋人
『ロデオの恋人』（ロデオのこいびと、Sweetheart of the Rodeo）は、1968年にリリースされた、バーズの6作目のスタジオ・アルバム。

## 解説
前作『名うてのバード兄弟』をレコーディング中の1967年10月にデヴィッド・クロスビーが、さらにアルバム・レコーディング終了と前後してマイケル・クラークがそれぞれ脱退。バーズはギターのロジャー・マッギンとベースのクリス・ヒルマンの2人だけとなり、バンドとしての存続が危ぶまれた。そんな中、10月にヒルマンのいとこで、ライ・クーダーとタジ・マハールのバンド“ライジング・サンズ”のメンバーだったケヴィン・ケリー、11月には“インターナショナル・サブマリン・バンド”のメンバーとしても活動していたグラム・パーソンズがそれぞれ新メンバーとして加わった。
新メンバーの二人、なかでもパーソンズは、ロック・シーンにおけるカントリー・ミュージックの強力な推進者であり、かねてからヒルマンも一目置いていた存在だった。ヒルマンの紹介でやってきたパーソンズが実は熱心なカントリー・ミュージック信奉者であることをマッギンは知らず、単にキーボードができるということでメンバーに迎えたという。ところがパーソンズはバーズの一員となった途端、マッギンにナッシュビルでのレコーディングを執拗に勧めた。こうして1968年8月にリリースされた本作はいわば、パーソンズにバンドが乗っ取られたアルバムとなったが、結果的にカントリー・ロックの先駆者としてバーズの名を高めたアルバムとなった。
しかし、パーソンズはカントリー志向をめぐってマッギンと対立し、アルバム発売を待たずにバーズを脱退。同じくバーズを抜けたヒルマンらと“フライング・ブリトー・ブラザーズ”を結成、カントリー・ロックを全米に広めた。もうひとりの新メンバーであるケヴィン・ケリーも、当時バーズの準レギュラー・メンバーだったクラレンス・ホワイトがケリーの演奏技術に不満を抱いていたことから1968年7月、ホワイトの意向でジーン・パーソンズと交替させられた。
なお、アルバムには当初、パーソンズのリードで歌われるはずだった曲は6曲だが、アルバム発表当時、バーズ加入以前にパーソンズが在籍したインターナショナル・サブマリン・バンドとそのレコード会社であるLHIとの契約がまだ存続していた。そのためトラブルの発生を恐れたコロムビアがグラム・パーソンズのボーカルを差しかえるように指示、マッギンやヒルマンによって歌い直されるという、パーソンズにとっては屈辱的な経緯があった。結果として彼のリードで収録されたトラックは3曲だけとなった。

## 評価
本作は、雑誌『ローリング・ストーン』が選んだ「歴代最高のアルバム500選」において274位に選ばれている。

## 収録曲

### Side 1
1. ゴーイング・ノーホエア - You Ain't Goin' Nowhere
(B.Dylan. Vocal: McGuinn. Time: 2:33) Rec. date: March 9, 1968
2. 私は巡礼 - I Am a Pilgrim
(Arr. R.McGuinn - C.Hillman. Vocal: Hillman. Time: 3:39) Rec. date: March 13, 1968
3. クリスチャン・ライフ - Christian Life
(I.Louvin - C.Louvin. Vocal: McGuinn. Time: 2:30) Rec. date: April 24, 1968
4. 涙の涸れるまで - You Don't Miss Your Water
(W.Bell. Vocal: McGuinn. Time: 3:48) Rec. date: April 15, 1968
5. 思い焦がれて - You're Still On My Mind
(L.McDaniel. Vocal: Persons. Time: 2:25) Rec. date: April 17, 1968
6. プリティ・ボーイ・フロイド - Pretty Boy Floyd
(W.Guthrie. Vocal: McGuinn. Time: 2:34) Rec date: March 12, 1968

### Side 2
1. ヒッコリー・ウィンド - Hickory Wind
(G.Parsons - B.Buchanan. Vocal: Persons. Time: 3:31) Rec date: March 9, 1968
2. 100年後の世界 - One Hundred Years from Now
(G.Parsons. Vocal: McGuinn, Hillman. Time: 2:40) Rec date: May 27, 1968
3. ブルー・カナディアン・ロッキー - Blue Canadian Rockies
(C.Walker. Vocal: Hillman. Time: 2:02) Rec date: April 24, 1968
4. 監獄暮らし - Life in Prison
(M.Haggard - J.Sanders. Vocal: Persons. Time: 2:46) Rec date: Aplir 4, 1968
5. なにも送ってこない - Nothing Was Delivered
(B.Dylan. Vocal: McGuinn. Time: 3:24) Rec date: March 15, 1968

## クレジット
| Produced by Gary Usher                                 |
|                                                        |
| We Would like to thank the following :                 |
| Roger McGuinn - Guitar, Banjo                          |
| Chris Hillman - Bass Guitar, Mandolin                  |
| Gram Parsons - Guitar                                  |
| Kevin Kelley - Drums                                   |
| Earl P. Ball - Piano                                   |
| Jon Corneal - Drums                                    |
| Lloyd Green - Steel Guitar                             |
| John Hartford - Banjo, Guitar                          |
| Roy M.Husky - Bass                                     |
| JayDee Maness - Steel Guitar                           |
| Clarence J.White - Guitar                              |
|                                                        |
| Album Package Design by Geller and Butler Advertising; |
| Cover Illustration by Jo Mora, copyright 1933          |